# فرانچسکا نونتسی
فرانچسکا نونتسی (انگلیسی: Francesca Nunzi؛ زادهٔ ۲۵ مهٔ ۱۹۶۹) هنرپیشه ایتالیایی است. او بیشتر برای فیلم‌هایی مثل کمدی‌های جنسی تینتو براس، لغزش‌ها و مونلا، شناخته می‌شود. از دیگر فیلم‌هایی که وی در آن به ایفای نقش پرداخته‌است، می‌توان به و اینک سکس، نجیب و بدجنس و مجموعه زیبایی زنان اشاره کرد.